# Trombine
Trombine (ook wel Factor IIa) is een enzym dat van belang is bij de bloedstolling. Het enzym ontstaat uit protrombine (factor II) en tromboplastine (factor III) en zet onder andere fibrinogeen (factor I) in fibrine (factor Ia) om. Fibrine is het basisbestanddeel van een stolsel.
Een bloedstolsel is nodig, en zelfs levensreddend, omdat het een bloeding stopt. Op de plaats waar een bloedvat lek is, bijvoorbeeld door een wond, dient de bloeding te worden gestopt en de vorming van fibrine is ter plaatse een voorwaarde om dit te bewerkstelligen.
Trombine heeft echter nog meer functies; in het gehele proces van de bloedstolling speelt trombine een centrale rol. Het activeert de bloedplaatjes (trombocyten) die hechten aan het beschadigde weefsel. Het activeert ook diverse stollingsfactoren die er op hun beurt weer voor zorgen dat er meer trombine gevormd kan worden.
Trombine ontstaat uit protrombine dat door het enzym factor Xa (Romeinse 10, de a staat voor "actief") wordt omgezet naar trombine. Trombine zet factor V (5) om naar Va, en dit Va bindt aan Xa zodat het XaVa complex wordt gevormd. Dit complex, gebonden aan geactiveerde bloedplaatjes, wordt het protrombinase complex genoemd, dit complex kan protrombine wel 1000 keer sneller omzetten naar trombine dan Xa alleen. Trombine stimuleert niet alleen zijn vorming, het remt het ook. Dit is noodzakelijk om ervoor te zorgen dat de stolselvorming alleen ter plaatse van de wond optreedt en niet doorgaat. Immers, het bloed dient vloeibaar te blijven in de circulatie, en alleen te stollen ter plaatse van het lekkende bloedvat.
Zodra er voldoende trombine is gevormd en het stolsel begint te ontstaan dient protrombinase te worden geremd. Trombine bindt aan trombomoduline, dit trombomoduline-trombine complex is in staat proteïne C te activeren. Het geactiveerde proteïne C (Activated Protein C, APC) kan factor V weer inactiveren. Hierdoor wordt het protrombinase complex dusdanig geremd dat de trombinevorming weer teniet wordt gedaan.

## Levensmiddelenindustrie
Trombine wordt ook gebruikt in vleeslijm in de levensmiddelenindustrie. Hierbij worden kleine stukjes vlees aan elkaar geplakt om grotere stukken vlees te creëren. 